# 광주송정역
광주송정역(GwangjuSongjeong station, 光州松汀驛)은 광주광역시 광산구 송정동에 있는 호남선과 호남고속선, 경전선의 철도역이자 경전선의 종점이며, 한국철도공사의 그룹대표역이다. 역 인근 광주 도시철도 1호선 광주송정역과도 연결된다.
본래 역명은 송정리역으로, 옛 행정구역 명칭을 사용했다. 하지만 타 지역 주민들과 외국인들이 광주광역시를 방문할 때 이 역이 광주광역시 소재 철도역임에도 불구하고 역명 때문에 큰 혼란을 겪는 경우가 많아, 2009년 4월 1일부터 "광주송정역"으로 개칭하여 지금에 이른다. 이후 도시철도역도 광주송정역으로 통일했다.
용산 방면에서 올 때 광주선 광주역과는 서로 반대편에 있다.
행신역, 서울역, 용산역에서 출발하는 KTX, 수서역에서 출발하는 SRT 열차 외에는 호남선, 광주선 일반열차가 정차하고, 순천역 착발 경전선 열차는 광주역으로 연장 운행하는 1왕복을 제외하고 이 역에서 시·종착한다. KTX는 심야에 1편성이 주박한다. 무궁화호는 심야에 1편성이 주박한다.
용산역 기준 요금이 광주역에 비해 저렴하지만, 호남고속선 개통에 따른 고속철도역 일원화 이전까지 광주의 도심 지역에서 거리가 멀어 광주역에 비해 이용객이 적었다. 현재도 광주의 구 도심과 가까운 북구 및 동구 지역에서는 광주송정역이 너무 멀리 떨어져 있다. 광주 도시철도 1호선이 2008년 4월 11일에 평동역까지 연장 개통되어 광주송정역을 통한 교통편이 많이 편리해졌으나, 북구 및 동구에서도 도시철도 사각지대에 있는 몇몇 지역에서는 여전히 광주송정역 접근성이 떨어지는 편이다. 광주역에서 이 역까지는 시내버스로 40분 정도 걸리는 편이다.
현재의 역사는 호남고속선 개통을 앞두고 2015년 2월 17일에 확장을 마쳤다.
이 역 남쪽에 광주 도시철도 1호선 평동역으로 들어가는 반입 선로가 있으나, 현재 차단 장치로 막혀 있다. 또한 이 역 부근에는 공군 제1전투비행단으로 분기하는 선로가 있다.
호남고속선의 완공 후에는 2015년 4월 2일부터 광주광역시의 고속철도 정차역으로 일원화됐으며, 호남고속선상에서 광주선으로 넘어갈 때 배선과 평면교차 등의 문제가 있어서 광주역으로는 더 이상 고속열차가 다니지 않는다. 이에 따라 일부 시간대에 광주송정 착발 열차가 생겼다.
현재는 폐지된 용산 - 서광주 - 순천 무궁화호는 이 역을 앞두고 경전선으로 넘어가서 서광주역으로 진입했기 때문에, 광주송정역에 들어오지 못했다.

## 역사

### 일제강점기

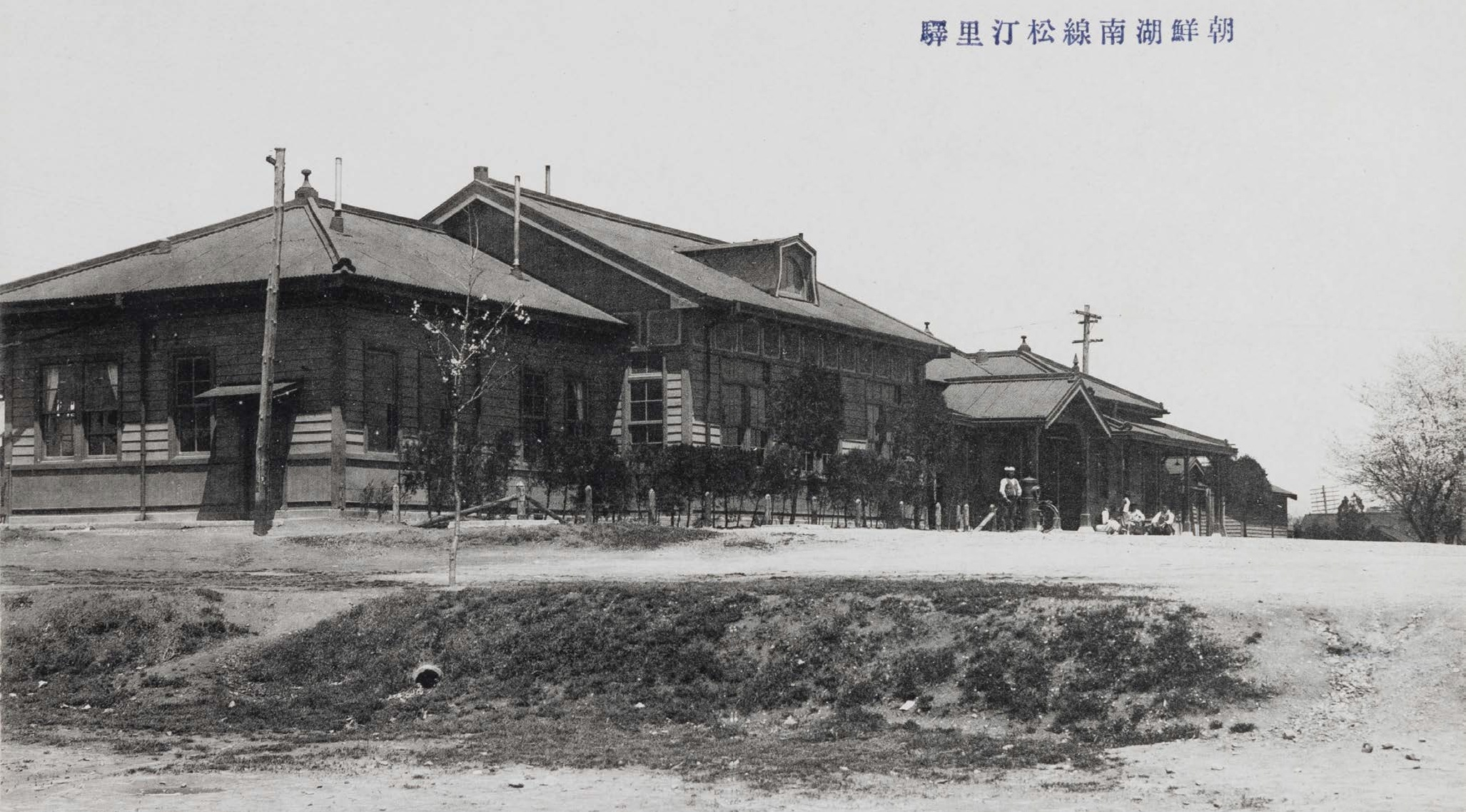
초기 역사의 모습

송정리역 개통식의 모습 (1913년 10월 1일)대전과 목포를 잇는 호남선에서 목포쪽의 공사는 1911년 10월부터 시작되었다. 약 2년간의 공사 후에 1913년 10월 1일에 나주역과 송정리역 구간을 먼저 개시했는데, 이때 송정리역(松汀里驛)이라는 이름으로 영업을 개시했다. 호남선 전구간은 1914년 1월 11일에 완공과 함께 개통되었다.
송정리역은 개통당시 송정리 1003번지에 있었고, 부지는 5만 4,930평이었다. 건물은 총 8채로 305.5평이었다. 구름다리는 1930년에 건설되었다.

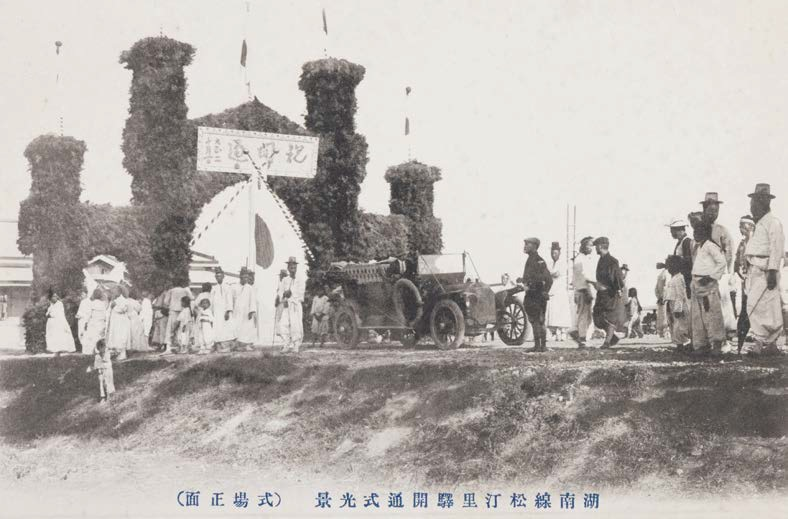
송정리역 개통식의 모습 (1913년 10월 1일)

1921년 4월에는 전남선 송정리-담양 노선이 착공되었고, 이듬해인 1922년 7월 1일에는 송정리-광주역 구간이 개통되었다. 1920년대에는 광주역보다 이용승객이 더 많아졌고, 1927년에 도의회를 거쳐 1928년에 증축되었다. 송정리역이 발전하며 송정리역 부근 기존 선암역참을 중심으로 형성된 선암시장은 점차 해체되고, 송정시장이 발전하였다.

### 해방 이후
1976년 1월 1일에는 민수용 무연탄 도착취급역으로 지정되며 산업 수송 기능도 함께 수행하게 되었다. 1988년 9월 18일에는 기존 역사를 철거하고 신축 역사로 대체되었다.
2004년 3월 31일에는 새로이 역사와 승강장에 대한 개축 공사가 진행되었다. 2004년 4월 1일에는 KTX 운행이 시작되며 광주 지역 철도교통의 중심으로 자리잡게 되었다. 그러나 2006년 5월 1일에는 소화물 취급이 중지되면서 화물 기능 일부가 축소되었다. 2009년 4월 1일에는 기존의 ‘송정리역’에서 ‘광주송정역’으로 역명이 변경되었고, 2013년 7월 26일에는 선상역사(위치 변경 역사) 공사에 따라 임시 역사로 이전되었다.
2015년 2월 13일에는 호남고속철도 역사 사용 개시가 고시되었으며, 2월 17일부터는 선상역사의 영업이 정식으로 시작되었다. 2015년 4월 2일에는 호남고속선이 정식 개통되었고, 5월 29일에는 일반 화물 취급이 중지되었다. 이후 2016년 12월 9일에는 SRT와 누리로 열차가 광주송정역을 경유해 운행되기 시작하였으며, 12월 19일에는 광주송정역과 광주역 간을 오가는 무궁화호 셔틀 열차가 운행을 개시하였다.
2020년 1월 1일부터는 CDC 셔틀 통근열차 2편성이 광주송정역과 광주역 간 구간을 통근 셔틀 열차로서 운행하기 시작하였다. 이후 2021년 1월 5일에는 남도해양열차의 운행 구간이 부산~보성에서 광주송정역까지 연장되었으며, 2023년 9월 1일에는 새로운 등급의 열차인 ITX-마음이 운행을 개시하였다. 그러나 같은 해 12월 18일에는 광주와 광주송정역을 오가던 셔틀 통근열차 운행이 전면 폐지되었다.

## 승강장
5면 10선의 쌍상대식 승강장으로 운용된다.
| ↑정읍(호남고속선)/↑장성(호남선)/↑극락강(광주선)/↑서광주(경전선) |
| 12 11 \| 10 ９ \| ８７ \| ６５ \| ４３ \|                       |
| 나주 ↓                                                          |

| 번호  | 노선            | 열차                             | 행선지                                                |
| ----- | --------------- | -------------------------------- | ----------------------------------------------------- |
| 3~4   | 경전선 · 광주선 | 무궁화호                         | 순천 · 진주 · 마산 · 부전 · 극락강 · 광주 · 목포 방면 |
| 5~6   | 호남선 하행     | ITX-새마을 · ITX-마음 · 무궁화호 | 나주 · 함평 · 목포 방면                               |
| 7~8   | 호남선 상행     | ITX-새마을 · ITX-마음 · 무궁화호 | 장성 · 익산 · 서대전 · 천안 · 수원 · 용산 방면        |
| 9~10  | 호남고속선 하행 | KTX · SRT                        | 나주 · 목포 방면                                      |
| 11~12 | 호남고속선 상행 | KTX · SRT                        | 정읍 · 익산 · 용산 · 수서 · 행신 방면                 |

## 역 주변
- ● 광주 도시철도 1호선 광주송정역

## 인접한 역
| KTX              | KTX                           | KTX            |
| ---------------- | ----------------------------- | -------------- |
| 정읍 행신 방면   | KTX 호남선                    | 나주 목포 방면 |
| 장성 용산 방면   | KTX 호남선 서대전 · 김제 경유 | 나주 목포 방면 |
| SRT              |                               |                |
| 정읍 수서 방면   | SRT 호남선                    | 나주 목포 방면 |
| 호남선           |                               |                |
| 장성 용산 방면   | ITX-새마을 · ITX-마음 호남선  | 나주 목포 방면 |
| 장성 용산 방면   | 무궁화호 호남선               | 나주 목포 방면 |
| 경전선·호남선    |                               |                |
| 서광주 부전 방면 | 무궁화호 경전선               | 나주 목포 방면 |
| 광주선·호남선    |                               |                |
| 극락강 광주 방면 | 무궁화호 호남선               | 나주 목포 방면 |
| 경전선           |                               |                |
| 서광주 부산 방면 | 남도해양열차                  | 시·종착역      |

## 사진

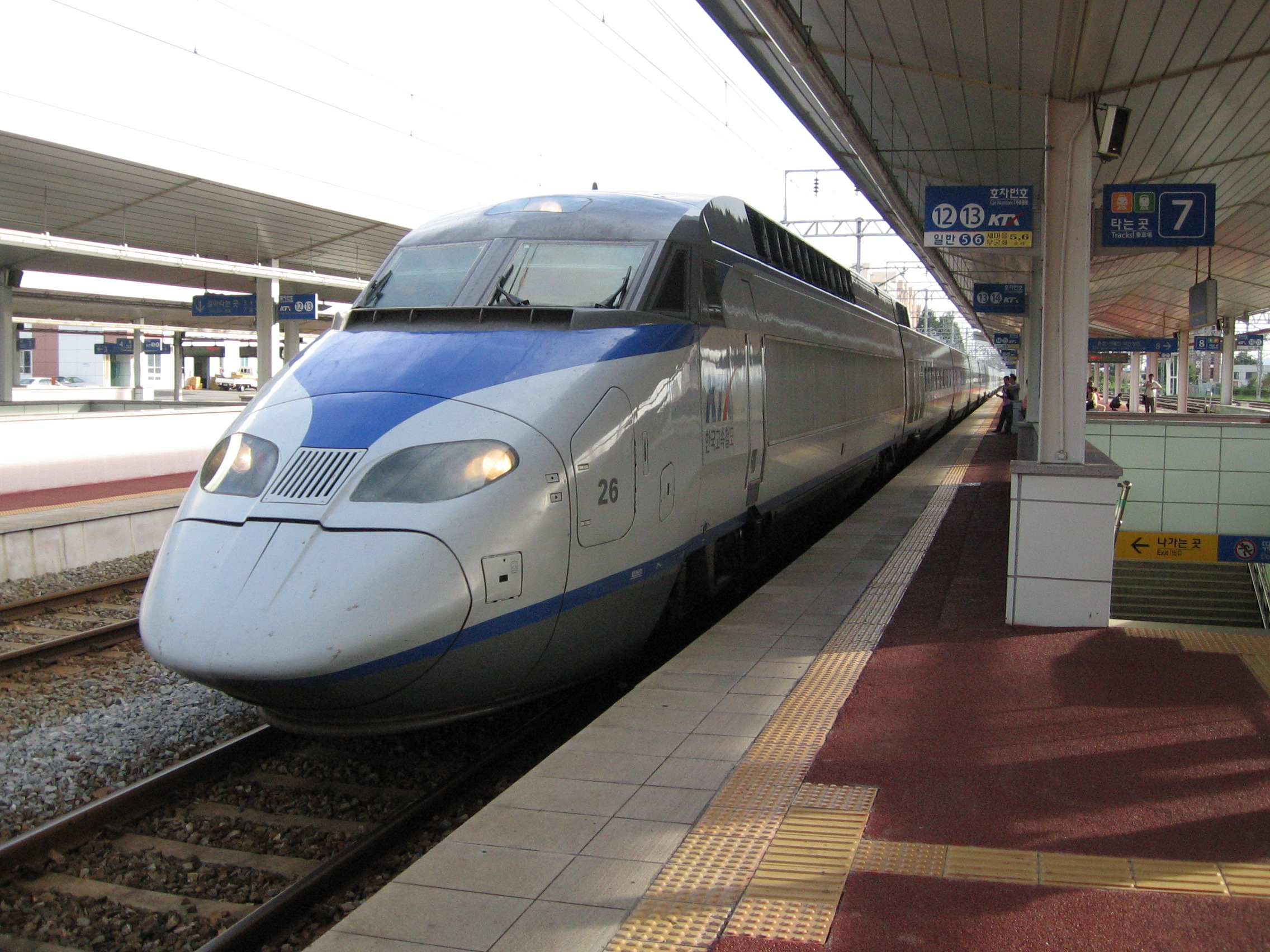
광주송정역에 있는 KTX
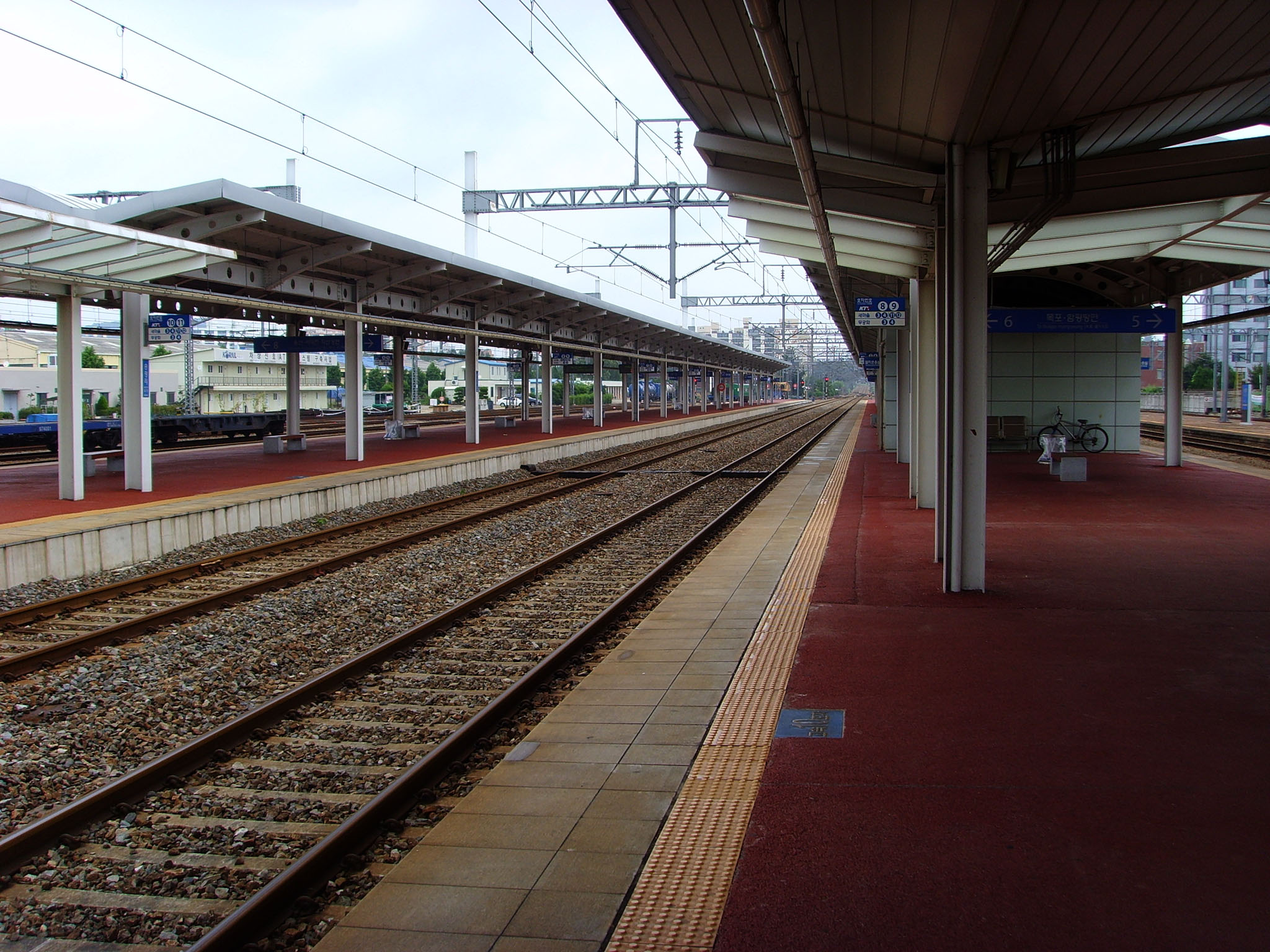
서대전 · 익산 방향 승강장
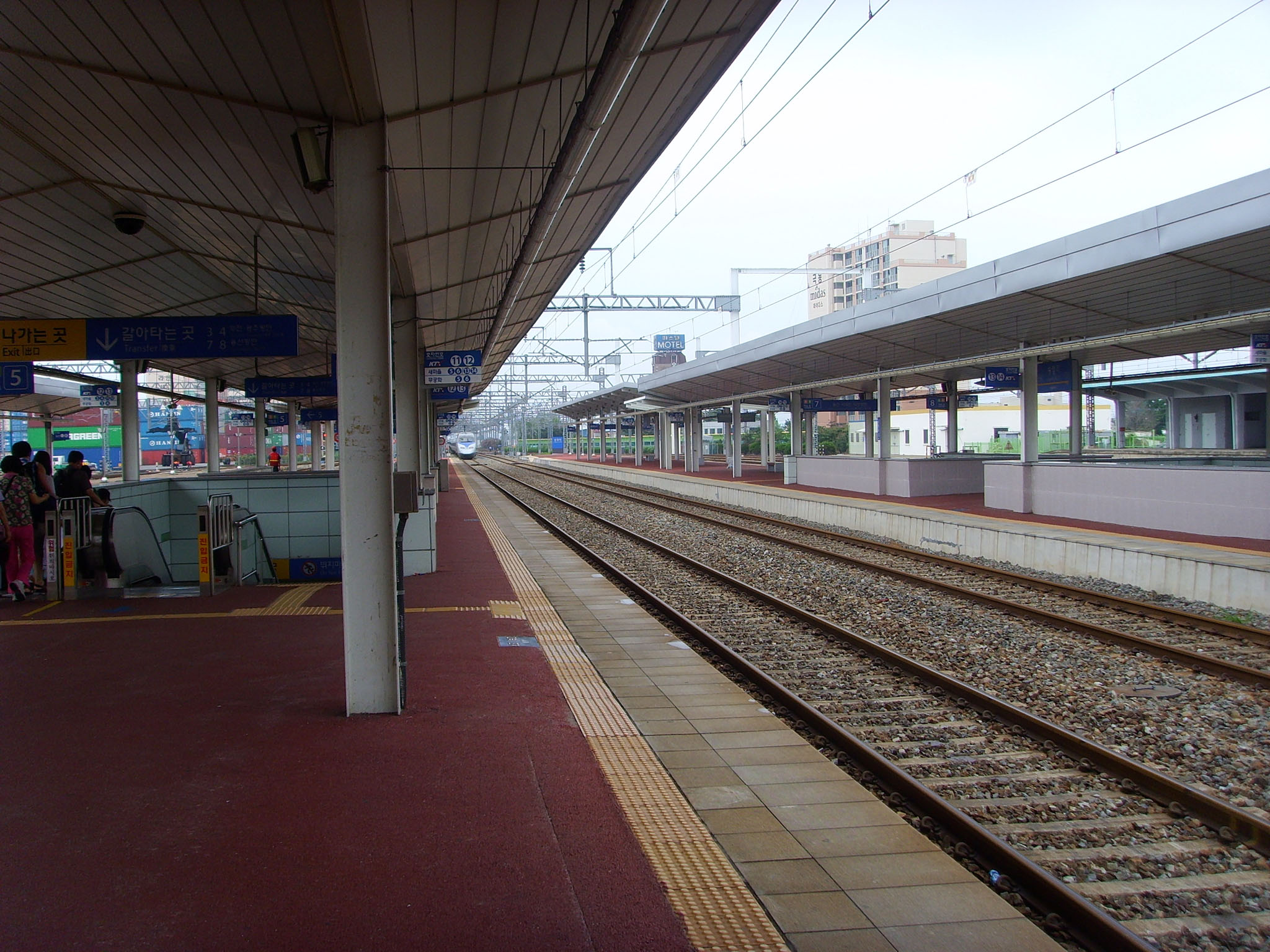
나주 · 목포 방향 승강장
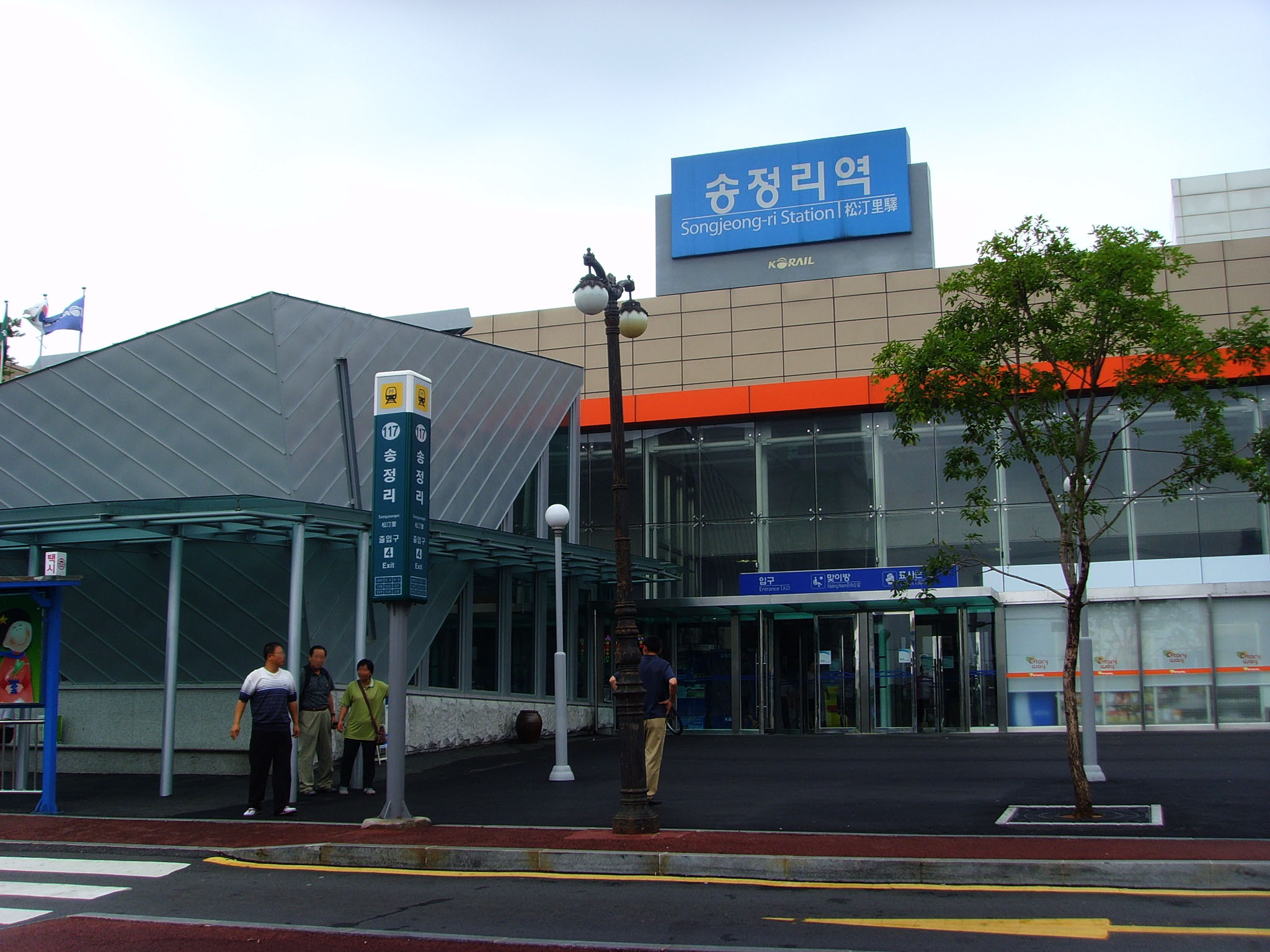
송정리역 시절의 역사
현 역사
현 역사 2

## 같이 보기
- 한국철도공사